# コミカライズ
コミカライズ（和製英語: comicalize、英語: comic adaptation）とは、小説や映画、テレビドラマ、演劇、アニメーション作品など漫画以外の作品を、漫画にすること。小説化を意味するカタカナ英語「ノベライズ」(novelize) にちなんだcomic+novelizeからの和製英語。漫画化、コミック化。

## 歴史
日本での漫画化の歴史は、少なくとも大正時代に行われた夏目漱石の坊っちゃんの漫画化まで遡ることができる。1917年（大正6年）に岡本一平の『坊ちゃん絵物語』が、翌1918年（大正7年）には近藤浩一路の『漫画坊つちやん』が発表されている。
1928年（昭和3年）にはシリーズとして、恩讐の彼方に（菊池寛原作 ; 細木原青起漫画）、金色夜叉（尾崎紅葉原作 ; 清水對岳坊漫画）、痴人の愛（谷崎潤一郎原作 ; 池部鈞漫画）、草枕繪物語（夏目漱石原作 ; 岡本一平漫画）、半七捕物帳（岡本綺堂原作 ; 水島爾保布漫画）、不如歸（徳冨蘆花原作 ; 北澤樂天漫画）、カチューシャ（トルストイ翁原作 ; 前川千帆漫画）、カルメン繪物語（メリメ原作 ; 田口省吾漫画）といった文学作品を漫画化した『文芸名作漫画』が出版されている。
第二次世界大戦後も、手塚治虫の「ファウスト」（1950年）、「罪と罰」（1953年）、杉浦茂の「モヒカン族の最後」（1953年）など、小説の漫画化が多数おこなわれている。当時の少年少女向けの漫画雑誌では、世界名作の漫画化が盛んにおこなわれ、例えば1954年12月創刊の少女漫画雑誌「なかよし」では、「名作まんが物語」が付録として付くことが多く、そこで『小公女』や『ああ無情』などの小説の漫画化がおこなわれていた。
また、1954年（昭和29年）には映画「ゴジラ」の漫画化が複数の作者によりおこなわれている。
その後、メディアミックス戦略が商業的に成功すると、漫画もその一翼を担うようになり、漫画化される作品は増加する。
なお、「コミカライズ」という言葉は、1987年（昭和62年）に発行された『石ノ森章太郎のマンガ家入門』での使用が確認されている。また、すがやみつるは新聞記事データベースで調査し、単語「コミカライズ」が新聞紙上に初めて登場したのは2004年（平成16年）11月24日の読売新聞夕刊の書評欄だと指摘している。

## 漫画化の例

### 小説が原作
- 日本沈没（小松左京）→ 日本沈没 (漫画)
- 封神演義（作者不詳）→ 封神演義 (漫画)
- 源氏物語（紫式部）→ あさきゆめみし

#### ライトノベルが原作
数多くのライトノベル作品が漫画化されている。

### テレビが原作
- ウルトラシリーズの作品一覧#連載漫画

### アニメが原作
- 新世紀エヴァンゲリオン#漫画・小説
- 七人のナナ

### ゲームが原作
- マリオシリーズ#漫画
- ドラゴンクエストシリーズ#漫画
- ポケットモンスター#漫画
- どうぶつの森シリーズ#漫画
- 星のカービィシリーズ#漫画
- デジタルモンスター#漫画